# Оглоблин, Владимир Николаевич (режиссёр)
Владимир Николаевич Оглоблин (укр. Володимир Миколайович Оглоблін; 28 июня (11 июля) 1915  — 27 октября 2005) — советский и украинский  актёр, режиссёр. Заслуженный деятель искусств УССР (1980). Лауреат Государственной премии СССР (1980), премии «Киев» имени Амвросия Бучмы.

## Биография
Родился 28 июня (11 июля) 1915 года в с. Ольшаны Харьковской области. Окончил драматическую студию при Киевском русском драматическом театре им. Леси Украинки (1939 год).
Как режиссёр работал в Харьковском украинском драмтеатре, Николаевском русском драмтеатре, в 1949—1952 годах в Крымском областном драматическом театре им. М. Горького, в Киевском театре им. И. Франко и Молодом театре, в Центре Современного Искусства «ДАХ». Поставил более 200 спектаклей.
Работал для телевидения, снимался в кино, в частности в телефильме «Такие симпатичные волки» (1975). Член Национального союза театральных деятелей Украины.
Умер 27 октября 2005 года.

## Награды и признание
- 1960, 24 ноября — орден «Знак Почёта»
- 1980 — Государственная премия СССР за спектакли последних лет в Киевском государственном академическом украинском драматическом театре имени Ив. Франко («Дикий ангел» А. Коломийца, «Дядя Ваня» А. Чехова)
- 1980 — Заслуженный деятель искусств УССР
- 2019 — Мемориальная доска на доме по ул. Большая Васильковская, 114, где жил режиссёр[1]

## Режиссёрские работы
Национальный академический драматический театр имени Ивана Франко
- 1953 — «Не называя фамилий» Минко
- 1959 — «Король Лир» У. Шекспира
- 1960 — «Девичья судьба» Дмитерко
- «Фауст и смерть» Левады
- 1962 — «На дне морском» Руденко
- 1962 — «Ну и детки» Зарудного
- 1963 — «Остров твоей мечты» Зарудного
- 1979 — «Дикий Ангел» А. Коломийца
- 1980 — «Васса Железнова» М. Горького
- 1981 — «Моя профессия — синьор из высшего света» Дж. Скарниччи и Р. Тарабузи
- «Благочестивая Марта» Тирсо де Молина
- «Санитарный день» А. Коломийца
- «Трибунал»
- «Удалой молодец — гордость Запада» Синг, Джон Миллингтон

«Дах»
- «Шельменко-денщик» Г. Квитка-Основьяненко